# Dirk al V-lea de Olanda
Dirk al V-lea (n. 1052 – 17 iunie 1091) a fost conte de Olanda (numită la acea vreme Frizia) de la 1061 până la moarte.
Dirk i-a succedat la conducerea comitatului de Olanda tatălui său, Floris I, fiind pus sub protecția mamei sale, Gertrude de Saxonia. Episcopul de Utrecht, Willem I, a profitat de minoratul lui Dirk, ocupând teritoriul din Olanda asupra căruia emitea pretenții. Pretenția lui Willem a fost confirmată printr-o chartă a împăratului Henric al IV-lea datată în 30 aprilie și 2 mai 1064. Dirk și-a menținut posesiunea doar asupra teritoriului de la vest de Vlie și din jurul gurilor Rinului.
Gertruda și fiul ei s-au retras în insulele din Frizia (Zeelanda), lăsându-i lui Willem ocuparea asupra teritoriilor în dispută. În 1063, Gertruda s-a căsătorit cu Robert I de Flandra (numit din acel moment Robert "Frizonul"), cel de al doilea fiu al contelui Balduin al V-lea de Flandra. Balduin i-a acordat lui Dirk Flandra imperială ca apanaj - inclusiv insulele din Frizia apuseană de pe râul Scheldt. Robert a devenit apoi tutore al fiului său vitreg, dobândind controlul asupra insulelor de la răsărit de Scheldt. Robert a reușit să cucerească Kennemerland (teritoriul din nordul Olandei), însă l-a deținut doar pentru scurtă vreme.
Ca urmare, Robert era de acum conducător asupra întregii Frizii, atât în dreptul său propriu cât și în cele al lui Dirk. Moartea fratelui său, Balduin al VI-lea din 1070 a condus la izbucnirea unui război civil în Flandra. Pretenția lui Robert de obținere a protecției asupra nepotului său Arnulf al III-lea a fost pusă în discuție de către Richilde, contesă de Mons și de Hainaut și văduva lui Balduin al VI-lea. Chestiunea a fost tranșată prin victoria de la Cassel a lui Robert, din februarie 1071, în care Arnulf a fost ucis, iar Richilda luată prizonieră.
Războiul din Olanda și Frizia a devenit parte a unui conflict extins începând din 1075. Contextul era acela că Papa îl excomunicase pe împăratul Henric al IV-lea; episcopul de Utrecht îl sprijinea pe împărat, în vreme ce contele de Olanda susținea tabăra papei Grigore al VII-lea și pe anti-regele Rudolf.
Pe când Robert era ocupat cu situația din Flanders, s-a încercat un efort de recuperare a Comitatului de Olanda și a altor teritorii aflate în posesia lui Willem de Utrecht. Poporul s-a răsculat, însă acțiunea a fost respinsă, iar teritoriul a revenit sub dominația episcopală, ca urmare a acțiunii unei armate de sub comanda ducelui Godefroi al IV-lea cel Ghebos de Lotharingia, trimisă la ordinul împăratului Henric al IV-lea. În 1076, la solicitarea episcopului Willem, ducele lotharingian a vizitat domeniile acestuia de la granița cu Frizia. La Delft, ducele a fost asasinat de către răsculați, în 26 februarie 1076). La rândul său, Willem de Utrecht a murit la puțină vreme, în 17 aprilie 1076.
Dirk al V-lea, aflat acum la conducerea directă a stăpânirii sale, era gata să profite de acestă conjunctură favorabilă. Cu sprijinul lui Robert Frizonul, el a ridicat o armată și l-a asediat pe episcopul Conrad de Utrecht, succesorul lui Willem, în castelul Ysselmonde, luându-l prizonier. Episcopul și-a răscumpărat libertatea prin renunțarea la toate pretențiile pământurilor în dispută.
Dirk a fost succedat de către fiul său, Floris al II-lea, iar el a fost înmormântat în abația de Egmond.